# Tinizong-Rona
Tinizong-Rona var en kommun i distriktet Albula i den schweiziska kantonen Graubünden. Den bildades 1998 genom sammanläggning av de tidigare kommunerna Tinizong och Rona (föråldrad tysk och tidigare officiellt stavning: Tinzen respektive Roffna). Från och med 2016 är den en del av kommunen Surses.

## Språk och religion
Det traditionella språket är surmeirisk rätoromanska, som förr var hela befolkningens modersmål. Under senare delen av 1900-talet har deras andel dock sjunkit till drygt hälften, till förmån för tyska. Barnen från Tinizong och Rona går i skola i Savognin där undervisningsspråket är rätoromanska i årskurs 1-6 och tyska i årskurs 7-9.
Det stora flertalet av invånarna är katoliker.

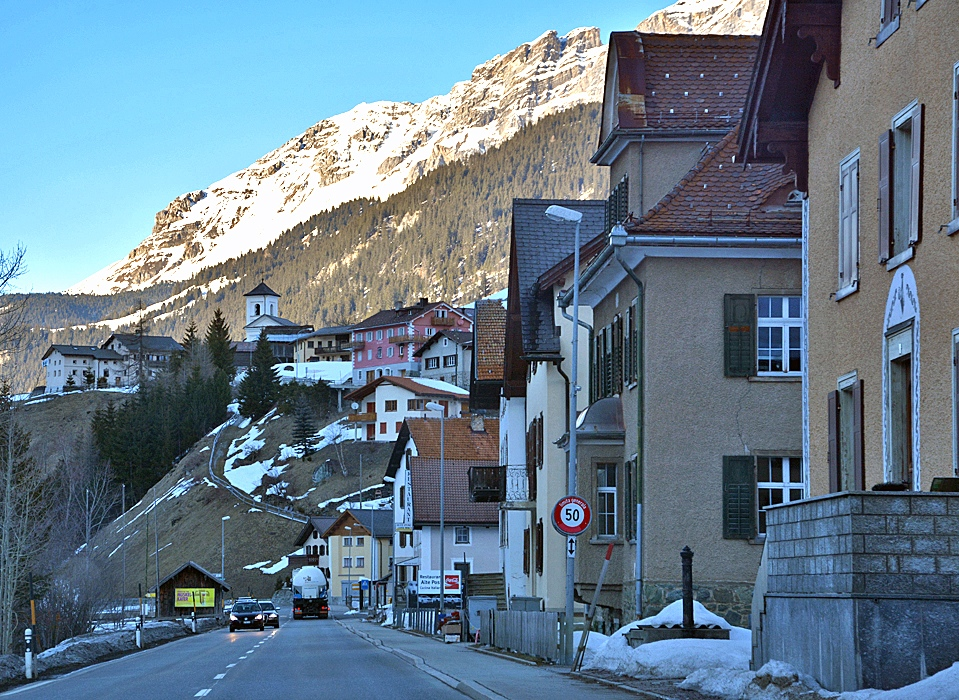
Rona